# Amerila dohertyi
Amerila dohertyi là một loài bướm đêm thuộc phân họ Arctiinae, họ Erebidae.